# Dragon Nest
Dragon Nest és un videojoc MMORPG desenvolupat pels sud-coreans Eyedentity. La selecció de personatges inclou la personalització de cada part del personatge en base un conjunt d'elements ja definits pels desenvolupadors del videojoc. Hi ha disponibles les classes a elegir de: paladí, mag, i clergue. Hi ha una pel·lícula del 2015 basada en el videojoc anomenada Dragon Nest: Warrior's Dawn. També trau una sèrie d'animació homònima començant a emetre-la en març de 2016.